# Spoorlijn Hemer - Sundwig
De spoorlijn Hemer - Sundwig was een Duitse spoorlijn en was als spoorlijn 2851 onder beheer van DB Netze.

## Geschiedenis
Het traject werd door de Preußische Staatseisenbahnen geopend op 1 oktober 1891. Tot 1995 is de lijn alleen in gebruik geweest voor goederenvervoer. Hierna is het traject gesloten en opgebroken.

## Aansluitingen
In de volgende plaats was er een aansluiting op de volgende spoorlijn:
Hemer
DB 2850, spoorlijn tussen Letmathe en Fröndenberg